# ستيفن عباس
ستيفن عباس (بالإنجليزية: Stephen Abas) هو مصارع هاوي أمريكي، ولد في 12 يناير 1978 في سانتا آنا في الولايات المتحدة.

## بداية حياته
تخرج من مدرسة جيمس لوجان الثانوية بعد عامين كمصارع نجم. قبل التحاقه بمدرسة JLHS ، التحق بمدرسة كانيون سبرينغز الثانوية في مورينو فالي ، كاليفورنيا. كان هو وشقيقه جيري أباس أعضاء في نادي المصارعة وان تو وازوري في أوكلاند تيك ، أوكلاند ، كاليفورنيا.
المصارعة في جامعة ولاية كاليفورنيا ، فريسنو من 1998 إلى 2002 حصل ستيفن على مرتبة الشرف الأمريكية في بطولة NCAA DI للمصارعة لأربع مرات على التوالي، حيث احتل المركز الرابع من أصل 118 كطالب جديد وفاز في السنوات الثلاث التالية بفئة وزن 125 رطلاً (57 كجم) . أنهى مسيرته الجامعية برقم 144-4

## وصلات خارجية
- ستيفن عباس على موقع شيردوغ (الإنجليزية)
- ستيفن عباس على موقع قاعدة بيانات المصارعة الدولية (الإنجليزية)
- ستيفن عباس على موقع أوليمبيديا (الإنجليزية)